# Seraing
Seraing (valonă Serè)  este un oraș francofon din regiunea Valonia din Belgia. Comuna este formată din localitățile Seraing, Boncelles, Jemeppe-sur-Meuse și Ougrée și este situată în aglomerația orașului Liège. Suprafața totală este de 35,34 km². La 1 ianuarie 2008 comuna avea o populație totală de 61.657 locuitori. 

## Localități înfrățite
- Franța: Douai;
- Italia: Rimini;
- Franța: Châtel.